# Kutman Kadyrbekov
Kutman Kadyrbekov (in kirghiso Кутман Кадырбеков?; Biškek, 13 giugno 1997) è un calciatore kirghiso, portiere dell'Asiagoal e della nazionale kirghisa.

## Carriera

### Club
Ha giocato nel campionato kirghiso.

### Nazionale
Con la nazionale kirghisa ha preso parte alla Coppa d'Asia 2019.

## Statistiche

### Cronologia presenze e reti in nazionale
| Cronologia completa delle presenze e delle reti in nazionale ― Kirghizistan | Cronologia completa delle presenze e delle reti in nazionale ― Kirghizistan | Cronologia completa delle presenze e delle reti in nazionale ― Kirghizistan | Cronologia completa delle presenze e delle reti in nazionale ― Kirghizistan | Cronologia completa delle presenze e delle reti in nazionale ― Kirghizistan | Cronologia completa delle presenze e delle reti in nazionale ― Kirghizistan | Cronologia completa delle presenze e delle reti in nazionale ― Kirghizistan | Cronologia completa delle presenze e delle reti in nazionale ― Kirghizistan |
| Data                                                                        | Città                                                                       | In casa                                                                     | Risultato                                                                   | Ospiti                                                                      | Competizione                                                                | Reti                                                                        | Note                                                                        |
| --------------------------------------------------------------------------- | --------------------------------------------------------------------------- | --------------------------------------------------------------------------- | --------------------------------------------------------------------------- | --------------------------------------------------------------------------- | --------------------------------------------------------------------------- | --------------------------------------------------------------------------- | --------------------------------------------------------------------------- |
| 11-1-2019                                                                   | al-'Ayn                                                                     | Kirghizistan                                                                | 0 – 1                                                                       | Corea del Sud                                                               | Coppa d'Asia 2019 - 1º turno                                                | -1                                                                          |                                                                             |
| 16-1-2019                                                                   | Dubai                                                                       | Kirghizistan                                                                | 3 – 1                                                                       | Filippine                                                                   | Coppa d'Asia 2019 - 1º turno                                                | -1                                                                          |                                                                             |
| 21-1-2019                                                                   | Abu Dhabi                                                                   | Emirati Arabi Uniti                                                         | 3 – 2 dts                                                                   | Kirghizistan                                                                | Coppa d'Asia 2019 - Ottavi di finale                                        | -3                                                                          |                                                                             |
| Totale                                                                      |                                                                             | Presenze                                                                    | 3                                                                           |                                                                             | Reti                                                                        | -5                                                                          |                                                                             |